# Cicadulella
Cicadulella är ett släkte av insekter. Cicadulella ingår i familjen dvärgstritar.
Kladogram enligt Catalogue of Life:
| Cicadulella | \| \| Cicadulella flava \| \| \| \| \| \| Cicadulella pallida \| \| \| \| |
|             | \| \| Cicadulella flava \| \| \| \| \| \| Cicadulella pallida \| \| \| \| |
|             | Cicadulella flava                                                         |
|             |                                                                           |
|             | Cicadulella pallida                                                       |
|             |                                                                           |